# Aranya Namwong
Anchali Sirachaya (thaï: อัญชลี ศิระฉายา), née Anchali Choppradit (thaï: อัญชลี ชอบประดิษฐ์), nommée dans les films Aranya Namwong (ou Arunya Namwongs ; thaï :อรัญญา นามวงศ์), surnommée Piak (เปี๊ยก), née le 4 septembre 1947 à Lopburi, est une actrice thaïlandaise.
Elle a joué dans plus de 400 films.

## Biographie
Au duo Mitr Chaibancha et Petchara Chaowarat des années 1960 succède dans les années 1970 le duo Sombat Metanee et Aranya Namwong (ils jouent ensemble dans près de 200 films).
Aranya Namwong est aussi célèbre au Cambodge pour son rôle dans The Snake King's Wife Part 2, suite du film The Snake King's Wife (Khmer:ពស់កេងកង ភាគពីរ Puos Keng Kang Pheak Pii, Thaï:งูเกงกอง ภาค 2 (Ngu Keng Kong 2 /Giant Snake 2 ou Snake Girl 2: Revenge)) avec l'actrice cambodgienne Dy Saveth (ឌី សាវ៉េត), Miss Cambodge en 1959.
Elle est mariée avec Setha Sirichaya, le guitariste et chanteur du groupe The Impossibles (thaï: ดิ อิมพอสซิเบิ้ล) et ils ont une fille, Puttatida.

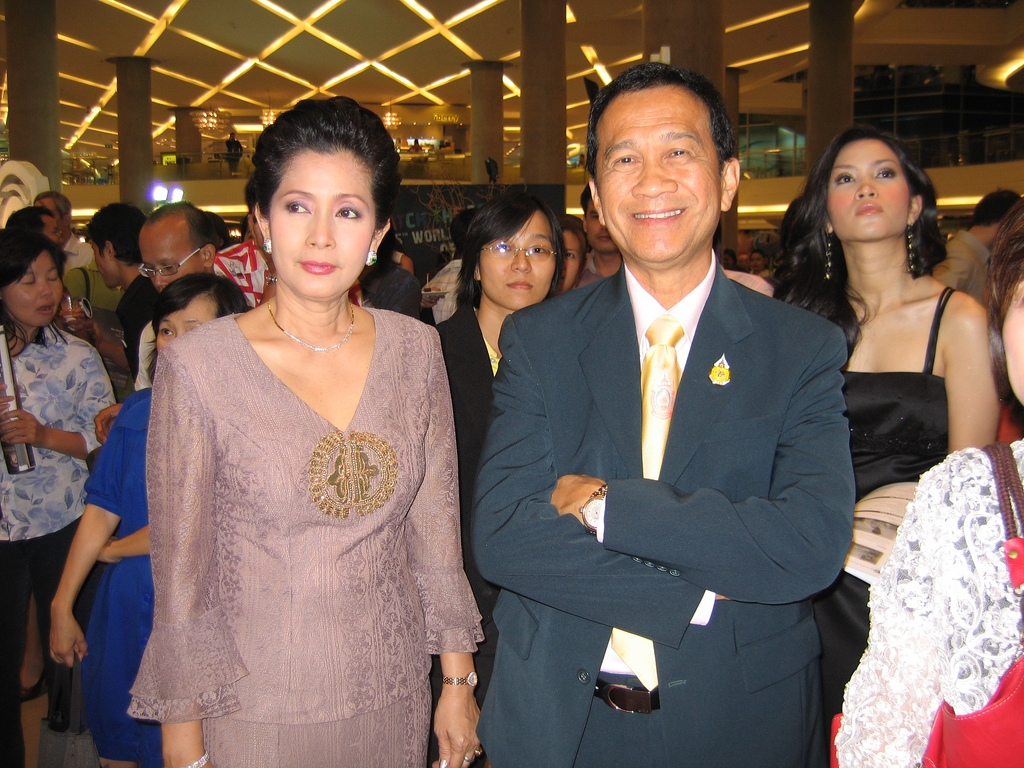
Aranya Namwong et son mari Setha Sirichaya à l'ouverture du 5ième Festival mondial du film de Bangkok en 2007

## Filmographie
- 1966 : ลมหนาว (film perdu)
- 1968 : สันกำแพง
- 1968 : แสนพยศ
- 1968 : อีแตน
- 1969 : ตาลเดี่ยว
- 1969 : Muang Mae Mai (City of Widows)[9]
- 1969 : Paradise Island / เกาะสวาทหาดสวรรค์
- 1970 : ดาวพระเสาร์
- 1970 : Mae Nak in Phra Nakorn / แม่นาคพระนคร[10]
- 1970 : ฟ้าคะนอง
- 1970 : แม่ปิง
- 1970 : Tone / โทน[11]
- 1971 : จำปาทอง
- 1971 : วันที่เราจะพรากจากกัน
- 1971 : The Snake King's Wife Part 2 ou Giant Snake 2 ou Snake Girl 2: Revenge / งูเกงกอง ภาค 2 (Ngu Keng Kong 2)
- 1972 : Snake Queen / แม่งู
- 1974 : คุณหญิงนอกทำเนียบ
- 1975 : แด่คุณครูด้วยคมแฝก
- 1975 : The Iron Man / ไอ้เหล็กไหล
- 1975 : Foxy Lady / สาวแรงสูง
- 1975 : ไฟรักสุมทรวง
- 1976 : สัตว์มนุษย์
- 1976 : The Hell of Tarutao / นรกตะรูเตา
- 1976 : The Great Outlaw / ใครใหญ่ใครอยู่
- 1976 : Killer Elephants / ไผ่กำเพลิง
- 1976 : The Wolf Girl / สาวหมาป่า
- 1977 : The Hunter / ล่า
- 1977 : Operation Black Panther / แหย่หนวดเสือ
- 1977 : Mafia defeated / ถล่มมาเฟีย
- 1978 : เหนือกว่ารัก
- 1979 : เตือนใจ
- 1980 : Kraithong / ไกรทอง[12],[13],[14]
- 1983 : เห่าดง
- 1985 : Kraithong 2 / ไกรทอง 2
- 1987 : รักใคร่
- 1987 : The Gem from the Deep / พลอยทะเล
- 1997 : Anda and Fasai / อันดากับฟ้าใส
- 2001 : Suryothai / สุริโยไท (Suriyothai) / La légende de Suriyothai / La reine guerrière
- 2002 : The Mother / เฮี้ยน
- 2004 : The Bodyguard / บอดี้การ์ดหน้าเหลี่ยม